# ان‌جی‌سی ۷۲۳۷
ان‌جی‌سی ۷۲۳۷ (انگلیسی: NGC 7237) یک کهکشان عدسی شکل در حال تعامل است که در صورت فلکی اسب بزرگ واقع شده است. این کهکشان در فاصله حدود ۳۵۰ میلیون سال نوری از زمین قرار دارد، که با توجه به ابعاد ظاهری آن، به این معنی است که NGC 7237 حدود ۲۴۰۰۰۰ سال نوری وسعت دارد. NGC 7237 با NGC 7236 یک جفت تشکیل می‌دهد و یک کهکشان رادیویی است. آلبرت مارت در ۲۵ اوت ۱۸۶۴ آن را کشف کرد.